# Rarities Vol. 1: The Covers
Rarities Vol. 1: The Covers is het derde verzamelalbum van de Amerikaanse punkband No Use for a Name. Het album werd uitgegeven op 11 augustus 2017 op cd en lp via het platenlabel Fat Wreck Chords en bevat eerder opgenomen covers van de band die nooit eerder zijn uitgegeven. Het is het eerste album van de band sinds het overlijden van zanger en gitarist Tony Sly in 2012.
Het nummer "Fairytale of New York" is een andere versie van het nummer dat eerder was uitgegeven op studioalbum More Betterness! (1999) van No Use for a Name. Die versie werd opgenomen met Cinder Block, zangeres van de punkband Tilt. Het nummer op dit album is de vroegste No Use for a Name-versie van het nummer en werd samen opgenomen met Meegan Lair van de punkband Soda.

## Nummers
1. "Turning Japanese" (The Vapors)
2. "Hybrid Moments" (Misfits)
3. "I’ve Heard" (Dag Nasty)
4. "Selwyn’s Got a Problem" (D.I.)
5. "Enjoy the Silence" (Depeche Mode)
6. "Badfish" (Sublime)
7. "Dream Police" (Cheap Trick)
8. "Fairytale of New York" (The Pogues)
9. "Make Our Dreams Come True" (Laverne & Shirley)
10. "1945" (Social Distortion)
11. "Don’t Cry for Me Argentina" (Madonna)
12. "The Munster’s Theme" (The Munsters)
13. "Beth" (Kiss)

## Band
- Tony Sly - zang, gitaar
- Chris Shifflet - gitaar (tracks 1-3,8-9,11-13)
- Dave Nassie - gitaar (tracks 4-7, 10)
- Matt Riddle - basgitaar, zang
- Rory Koff - drums